# Арефино
Арефино е село във Вачски район на Нижни Новгородска област, административен център на Арефинския селски съвет.
Речник на Брокхаус и Ефрон: „Арефино е село във Владимирска губерния, област Муром, на 60 версти североизточно от Муром, на пощенския път за Нижни, близо до река Идошка. Има 3000 жители от двата пола, 98 домакинства; 2 православни църкви, една от които каменна, в името на Владимирската Богородица, построена през 1775 г., вместо дървена, която изгоря; съхранява 9 икони на Иван Никитич Романов, евангелието, издадено при цар Михаил Федорович, и кипарисовата панагия на патриарх Филарет; има параклис, 7 дюкяна, тухларна и кожарска работилница, 2 хана, 8 механи, Троицки панаир и чаршия“.
В Арефино има женски манастир на Входа на Йерусалимския скит. През 1764 г. той е премахнат, а неговата игумения Александра и три схими монахини са преместени в Троицкия манастир (Муром).
В Арефино имаше земско училище, основано през 1863 г. През 1898 г. в него се обучават 75 ученика, помещенията на училището са студени и има нужда от класни мебели, учебни помагала и пособия.
До 1875 г. в Арефино, в къщата на селянина Н. И. Неверов, има болнично отделение, което по-късно беше прехвърлено в двора на църквата Зяблицки.

## Бележити личности
- Зиновий Колобанов (1910 – 1994) – съветски танков ас по време на Великата отечествена война, по-късно – подполковник. Роден в Арефино.